# Gabrielle Scollay
 (mars 2017).
Gabrielle Scollay, née le  6 avril 1989 à Newcastle, est une actrice australienne

## Biographie
Gabrielle a grandi dans la pittoresque ville côtière de Forster (Australie). Elle a deux frères, Tom et Joel. Elle aime passer son temps libre à la plage et adore le surf (elle possède une longue planche). Elle bénéficie également de l'étude d'une variété de styles de danse classique, jazz, contemporaine et ballet moderne. Ses destinations de vacances préférées sont Java, Sumatra et de Bali, en Indonésie ou ailleurs. Elle a également fait des études indonésiennes à l'école. Gabrielle est issu d'une famille de passionnés de surf (son oncle est le propriétaire d'un magasins de dessin et de fabrication de planches de surf dans le Newcastle), c'est grâce à cet atout qu'elle a décroché un rôle dans la série Blue Water High : Surf Academy. Elle est en couple avec l'acteur Ryan Corr qui a aussi joué dans la série Blue Water High : Surf Academy.

## Filmographie
- 2006 : Blue Water High : Surf Academy : Amy (26 épisodes)
- 2007 : Dangerous : Catriona (6 épisodes)
- 2007 : Summer Bay : Tamsyn Armstrong
- 2009 : A Model Daughter (The Killing of Caroline Byrne) : Deanne Byrne
- 2012 : Dance Academy : Lexi (3 épisodes)